# Лудорвай
Лудорва́й — деревня, находящаяся в Завьяловском районе Удмуртии. Примерно в 1 км к западу от деревни расположен музей-заповедник «Лудорвай».

## Географическое положение
Деревня расположена в 12 км к юго-западу от центра Ижевска и в 18 км к западу от Завьялово. Через деревню протекает река Лудорвай, на которой устроен небольшой пруд, рядом с деревней проходят Нылгинский тракт и объездная дорога Ижевска. Входит в состав Пироговского сельского поселения.

## История
До революции Лудорвай входил в Сарапульский уезд Вятской губернии. По данным десятой ревизии в 1859 году в 58 дворах казённой деревни Лудорвай при речке Лудорвайке проживало 518 человек, работало 4 мельницы.
В 1921 году в Лудорвай переносится центр Старовеньинской волости, а сама волость переименовывается в Советскую, после чего она переходит в состав Ижевского уезда. Одновременно Лудорвай становится центром Лудорвайского сельсовета. В 1929 году волость ликвидируется и Лудорвайский сельсовет входит во вновь образованный Ижевский район.
В 1931 году район был ликвидирован и Лудорвайский сельсовет присоединился к Ижевскому горсовету. В 1935 году Ижевский район создаётся вновь, куда входит Лудорвайский сельсовет. 20 марта 1936 года в ходе реформы по разукрупнению районов Удмуртии, ЦИК УАССР постановил разделить Ижевский район на Лудорвайский район (западная часть) и Завьяловский район (восточная часть). В Лудорвайский район с центром в селе Лудорвай должны были войти Болшекияикский, Верх-Люкский, Козловский, Лудорвайский, Люкский, Никольский, Шабердинский и Юськинский сельсовет. Однако постановление президиума ВЦИК утвердило лишь создание Завьяловского района, в то время, как предполагаемый Лудорвайский район остался Ижевским районом.
В 1960 году Лудорвайский сельсовет присоединяется к Юськинскому, центром которого становится посёлок Совхозный. В 1965 году Юськинский сельсовет включается в состав вновь образованного Завьяловского района.
В 1984 году Лудорвай причислен в Пироговский сельсовет.

### Лудорвайское дело
В конце 1928 года прошёл судебный процесс, вошедший в историю как «Лудорвайское дело» и ставший известным за пределами Удмуртии.
26—27 июня 1928 года в деревнях Лудорвай, Юськи и Непременной Лудзе местная кулацкая верхушка с согласия некоторых членов сельсовета устроила массовые телесные наказания противостоящей им деревенской бедноты. Возникший общественный резонанс привёл к возбуждению уголовного дела.

## Экономика и социальная сфера
Значительная часть жителей деревни вовлечена в экономику Ижевска в форме маятниковой миграции. Крупнейшим предприятием деревни является СПК «Лудорвай».
В деревне работают МОУ «Лудорвайская средняя общеобразовательная школа» и библиотека.
Из Ижевска ходит автобус 310.

## Улицы
| - Вишневая улица - Дружбы улица - ЖСТ микрорайон - Заречная улица - Ильинская улица - Кооперативная улица - Лесная улица - Мира улица | - Молодёжная улица - Полевая улица - Советская улица - Труда улица - Центральная улица - Школьная улица - Шудьинская улица - Южная улица |  |